# LGBT en Suisse
Les personnes lesbiennes, gays, bisexuelles et transgenres (LGBTQIA+) en Suisse trouvent leur histoire et leurs droits façonnés par un paysage linguistique, juridique et culturel unique. Bien que la tolérance sociale soit notable, des lacunes législatives persistent, notamment en matière de mariage et d'adoption. L'évolution des droits LGBTQIA+ en Suisse est un sujet en constante mutation, offrant un reflet nuancé de l'état de la lutte pour l'égalité dans le pays. Par exemple, l'absence de mariage civil pour les couples de même sexe jusqu'en 2021 et les restrictions concernant l'adoption montrent une certaine traînée dans la reconnaissance des droits pour la communauté LGBTQIA+.

## Histoire
La Suisse est marquée par une spécificité qui la situe au croisement des pratiques françaises et des pratiques allemandes en ce qui concerne l'histoire des personnes LGBTQIA+, de par sa configuration linguistique, juridique et culturelle. Sa spécificité consiste en une dépénalisation précoce de l'homosexualité au XXe siècle, et une invisibilisation de l'histoire des lesbiennes.

## Droits
En Suisse, les personnes LGBTQIA+ ne bénéficient pas entièrement des mêmes droits que le reste de la population.
Si les personnes LGBT bénéficient d'une tolérance élevée, reflétée dans les divers sondages d'opinion menés sur ces questions, les dispositions légales ne reflètent pas pour autant cette acceptation en comparaison avec les pays voisins, notamment au niveau de l'accès au mariage et à l'adoption,,.
En ce qui concerne l'adoption, bien que certaines régions suisses aient autorisé l'adoption conjointe par des couples de même sexe avant 2021, il subsiste encore des restrictions et des différences d'interprétation au niveau national. Cela crée des disparités en matière de droits pour les personnes LGBTQIA+ à travers le pays.